# Terrytown (Nebraska)
Terrytown est un village du comté de Scotts Bluff, dans l'État du Nebraska, aux États-Unis. En 2020, il comptait une population de 1 057 habitants.